# 1934 na arte

## Eventos
- Inauguração do monumento a Ramos de Azevedo em São Paulo, obra de Galileo Emendabili.
- Inauguração do monumento Marquês de Pombal na Praça do Marquês de Pombal em Lisboa.

## Nascimentos
| Data            | Nome              | Profissão                               | Nacionalidade    | Observações | Ref |
| --------------- | ----------------- | --------------------------------------- | ---------------- | ----------- | --- |
| 16 de fevereiro | Cruz-Filipe       | engenheiro e pintor                     | Portugal         |             |     |
| 1 de março      | Jean-Michel Folon | ilustrador, pintor e escultor           | Bélgica          | m. 2005     |     |
| 11 de junho     | Duarte Pimentel   | artista plástico                        | Portugal         | m. 2012     |     |
| 6 de agosto     | Mário Mendonça    | pintor                                  | Brasil           |             |     |
| 13 de agosto    | Álvaro Passos     | arquitecto e pintor surrealista         | Portugal         | m. 2010     |     |
| 15 de novembro  | Maluda            | pintora                                 | Portugal         | m. 1999     |     |
| ??              | Luis Gordillo     | pintor                                  | Espanha          |             |     |
| ??              | Francesc Petit    | pintor                                  | Espanha / Brasil | m. 2013     |     |
| ??              | Montez Magno      | pintor, escultor, escritor e ilustrador | Brasil           |             |     |
| ??              | António Areal     | artista plástico e pintor               | Portugal         | m. 1978     |     |

## Mortes
| Data           | Nome                           | Profissão                        | Nacionalidade                              | Observações | Ref |
| -------------- | ------------------------------ | -------------------------------- | ------------------------------------------ | ----------- | --- |
| 6 de abril     | Ismael Nery                    | pintor                           | Brasil                                     | n. 1900     |     |
| 29 de abril    | António Crisógono dos Santos   | empresário, político e fotógrafo | Reino Unido de Portugal, Brasil e Algarves | n. 1862     |     |
| 9 de setembro  | Roger Fry                      | pintor e crítico de arte         | Inglaterra                                 | n. 1866     |     |
| 4 de novembro  | Alfred Gilbert                 | escultor e ourives               | Inglaterra                                 | n. 1854     |     |
| 17 de novembro | Joachim Ringelnatz             | pintor                           | Alemanha                                   | n. 1833     |     |
| 28 de dezembro | Pablo Gargallo                 | escultor e pintor                | Espanha                                    | n. 1881     |     |
| ??             | Aleksandre Alekseevich Borisov | pintor                           | União Soviética                            | n. 1866     |     |